# Grigiškės
Grigiškės anhörenⓘ (polnisch Grzegorzewo) ist eine Stadt mit 9750 Einwohnern (Stand: 2023) im Amtsbezirk Grigiškės der Stadtgemeinde Vilnius, Litauen. 

## Lage
Grigiškės liegt beiderseits der hier aufgestauten Vokė, kurz vor deren Mündung in die Neris, an der Schnellstraße von Vilnius nach Kaunas. In seiner heutigen Form ist Grigiškės eine Industriesiedlung, die 1923 mit der Gründung der noch heute existierenden Papierfabrik AB Grigeo Grigiškės durch Grigas Kurecas entstand.

## Persönlichkeiten
- Vladimiras Volčiok (* 1963), Verwaltungsjurist und Politiker